# Panulirus japonicus
Espèce
Statut de conservation UICN

 DD  : Données insuffisantes
Panulirus japonicus (en japonais ise-ebi (イセエビ（伊勢蝦／伊勢海老）) est une espèce de langoustes pouvant atteindre une trentaine de centimètres et vivant dans l'ouest de l'océan Pacifique autour du Japon, de la Chine, de la Corée et de Taiwan. P. japonicus fait l'objet d'une pêche commerciale au Japon. C'est un ingrédient populaire de la cuisine raffinée japonaise. Il est servi en sashimi, en tranche, frit, ou rôti encore vivant (残酷焼, zankoku-yaki).